# Aladji Touré
Aladji Touré est l'un des musiciens, bassistes de variétés africaines, arrangeur camerounais les plus connus.
Il signe des collaborations artistiques avec plusieurs artistes.

## Biographie

### Enfance, éducation et débuts
Aladji Touré est né le 21 janvier 1954 originaire de Douala. Voulant faire la musique, très tôt son père lui finance des études de musique en France.

### Carrière
| Vidéos externes |                                                                      |
|                 | Aladji Touré - Musicien Bassiste - Entretien avec Cyrille Ekwalla    |
|                 | Avec Toto Guillaume en Studio                                        |
|                 | Echanges avec Greg Belobo et les artistes camerounais de la diaspora |

En 2010, il fête ses 30 ans de carrière,.
Il influence la musique camerounaise et africaine par son jeu de basse. Arrangeur, découvreur de talents, il est défenseur du makossa authentique. Ce qui se voit dans les œuvres sorties de sa maison de production à Paris.
Il met en lumière Moni Bilé, Charlotte Mbango, Guy Lobé, Ndedi Dibango ou encore Ndedi Eyango.
Avec Toto Guillaume et autres Pierre de Moussy, il fait partie de l'« équipe nationale du Makossa » aujourd'hui disparue.
Il dirige un syndicat des droits voisins d'artistes,.
Il s'investit dans la formation des jeunes artistes.

### Publications
Il est auteur de l'ouvrage : Les Secrets de la basse africaine ,

### Discographie
- Neuf tomes du «Testament du Makossa» qui reprend les classiques du Makossa.

### Vie privée
Aladji Touré est marié à une femme Baham et a 4 enfants.